# Gimming Kirke
Gimming Kirke er sognekirken i Gimming Sogn i Randers Nordre Provsti, Århus Stift. Den ligger i Gimming nordøst for Randers i Randers Kommune; indtil Kommunalreformen i 2007 lå den i Støvring Herred i Randers Amt.
Kor og skib er opført i romansk tid af granitkvadre over skråkantsokkel. Norddøren er tilmuret, men dens indfatning er bevaret i murværket, øverst ses en tympanon med sløjfeornament, over syddøren ses en tilsvarende tympanon. Tårnet er opført i sengotisk tid. Våbenhuset stammer fra 1842. Murværket blev omsat i 1899. Kirken blev senest istandsat i 1961.
Kor og skib har flade bjælkelofter. Den runde korbue er bevaret med kragsten. Altertavlen er udført i 1807 i senbarok stil. Prædikestolen er fra begyndelsen af 1600-tallet, i felterne ses evangelister, på hjørnerne karyatider. Døbefonten stammer formodentlig fra restaureringen i 1899, en ældre døbefont af træ skulle nu befinde sig i Randers Museum. I kirken er ophængt en sidefløj fra en sengotisk altertavle. Orgelpulpiturets felter er fra begyndelsen af 1600-tallet. Kirkeskibet stammer fra 1910.

## Galleri
| - Prædikestol og altertavle - Prædikestol fra 1600-tallet med lydhimmel - Detalje af prædikestol med evangelisterne - Altertavle fra 1807 i senbarok stil. - Sidefløj fra en sengotisk altertavle. |

| - Skib og kirkeskib - Skibet set mod øst med ophængt kirkeskib - Korbue med kragsten og kor |

| - Portaler med tympanon - 'sløjfeportaler' - Nordportal - Detalje med tympanon over nordportalen - Tympanon over sydportalen |